# Soceulia alainia
Soceulia alainia is een krabbensoort uit de familie van de Leucosiidae. De wetenschappelijke naam van de soort is voor het eerst geldig gepubliceerd in 2006 door Galil.